# Roma Challenger 1994
Il Roma Challenger 1994 è stato un torneo di tennis facente parte della categoria ATP Challenger Series nell'ambito dell'ATP Challenger Series 1994. Il torneo si è giocato a Roma in Italia dal 25 aprile al 1º maggio 1994 su campi in terra rossa.

## Vincitori

### Singolare
Horst Skoff ha battuto in finale  Frederik Fetterlein con il punteggio di 6–3, 6–2

### Doppio
Tamer El Sawy /  Mark Knowles hanno battuto in finale  Tom Kempers /  Fernon Wibier con il punteggio di 6–4, 6–3